# Teratophthalma polyplusia
Teratophthalma polyplusia är en fjärilsart som beskrevs av Hans Ferdinand Emil Julius Stichel 1910. Teratophthalma polyplusia ingår i släktet Teratophthalma och familjen Riodinidae. Inga underarter finns listade i Catalogue of Life.